# Jarosław Engler
Jarosław Engler (ur. 1964 w Siemianowicach Śląskich) – poeta, malarz, tekściarz.

## Poezja
Od lat 80. pisze wiersze oraz teksty do piosenek. Od 2002 roku jest związany z Siemianowicką grupą plastyczną „Spichlerz 86". Swoje wiersze publikował w różnych wydawnictwach, między innymi: w Kalendarzu Siemianowickim, katalogach malarstwa oraz w krakowskiej antologii z 2005 roku pt. „Godzina dwudziesta pierwsza trzydzieści siedem. Głos poetów po śmierci Papieża Polaka” wydawnictwa św. Stanisława w Krakowie. Jarosław Engler jest aktywny w środowisku kulturalnym i literackim. Występuje na różnych wydarzeniach poetyckich oraz malarskich. Od 2014 roku jest związany z Grupą Artystyczną „Laura”. Wydał tomy wierszy: „Gołąb w rynnie – czyli los Ślązaków” (2004), z późniejszym wznowieniem „Gołąb w rynnie, Richter i inne wiersze” w 2012 roku, „Pomaluj” (2011), „Przeobrażenie” (2016), „W alei życia” (2018), „W dzbankach czasu” (2019).
Jest autorem ponad stu tekstów do piosenek, pisanych dla różnych gatunkowo zespołów, między innymi na motywach wiersza „Richter” z tomiku wierszy „Gołąb w rynnie” powstała piosenka znanego śląskiego zespołu „Oberschlesien”. Współtworzył piosenki również z takimi artystami jak Witold Wolny, Damian Cabon, Mirosław Szołtysek, Full Light, Cantito, Oratorium. Jarosław Engler prowadził również audycję literacko-muzyczną emitowaną przez „Nowe radio Barys”.

## Malarstwo
Jarosław Engler obrazy maluje akrylami według własnego pomysłu. Jego obrazy były wystawiane na licznych wernisażach na terenie województwa śląskiego, między innymi na „Art Naif Festiwal”. Jeden z obrazów malował w programie „Dej pozór” emitowanym na antenie TVP3 Katowice.